# Pictonemobius hubbelli
Pictonemobius hubbelli är en insektsart som beskrevs av Walker, T.J. och Mays 1990. Pictonemobius hubbelli ingår i släktet Pictonemobius och familjen syrsor. Inga underarter finns listade i Catalogue of Life.